# Интеркультурный город
Интеркультурный город — проект Совета Европы направленный на развитие идей и практической реализации интеграции переселенцев, беженцев, и национальных меньшинств города.
«В основе положения о межкультурном городе лежит переосмысление и переформатирование важных, но отчасти ежедневных, функций города с межкультурной точки зрения с тем, чтобы обеспечить одинаковые услуги гражданам, независимо от их культурного происхождения.»
Целью проекта является взаимопомощь и объединение в единую сеть городов, столкнувшихся с проблемами переселенцев и внутренней разобщённости. В основу концепции интеркультурных городов положена Интеркультурная компетенция. Эта сеть городов представлена активно обучающимися гражданами города, политиками, практиками, представителями академической науки. Участвующие в проекте люди обмениваясь опытом учатся как реагировать на вызовы связанные с разобщённостью в обществе на примере как собственного города так и на основе полученного обмена опытом. Обмен опытом между городами проекта позволяет найти решения для восстановления и нормализации отношений в обществах. Наличие позитивных и негативных факторов позволяет выработать общую стратегию поведения для достижения цели по объединению граждан.

## Цель
Множество городов Европы и всего мира столкнулись с проблемой разобщённости в обществе. Сегодня люди спокойно пересекают границы в поисках лучшей работы и возможностей для самореализации, перемещаются как между странами так и между городом и сельской местностью. Это приводит к формированию мозаики культур и многочисленных национальных представителей с разными взглядами, верованиями, целями. Видя этот процесс, городские власти пытаются сплотить гражданское общество, понимая что оно состоит как из коренных жителей, так и из национальных меньшинств, особенно актуальным вопрос сплочения общества является в регионах, ставших горячими точками из за региональных конфликтов.
Согласно последним исследованиям, культурные различия, связанные с перемещением национальных меньшинств, могут привести к серьёзному социальному напряжению в зонах взаимодействия культур, а будучи оставлены без должного внимания, даже могут привести к жестокости и потенциальным конфликтам. Стала очевидной необходимость инвестировать средства и силы в изучение поликультурных городов, для которых характерно взаимодействие национальных меньшинств и коренного населения.
С другой стороны, город, который может извлекать из своего внутреннего разнообразия пользу, в дальнейшем получает преимущество от притока мигрантов и национальных меньшинств. Ключевой идеей проекта является то, что городам нужно пересмотреть основы функционирования своих институтов, предоставляемых услуг и свою политику в отношении национальных меньшинств, для того чтобы устранить культурные препятствия и улучшить интеграцию и взнос мигрантов и меньшинств в развитие городов.

## Целевые группы
Любой город может стать членом интеркультурной сети, при условии что в нем проживают группы мигрантов и национальных меньшинств, и у администрации есть желание минимизировать угрозы и максимизировать преимущества своего культурного разнообразия, развить свою особенную интеркультурную идентичность.
Для включения города в сеть требуется формальное рассмотрение вопроса включения в сеть, мэром города, городским советом или иными представителями муниципальной власти.
Кроме представителей муниципальной власти участниками сети интеркультурных городов может стать активная общественная организация или профессиональная группа граждан, студенты, представители академических организаций и просто заинтересованные граждане города.

## Партнёры
Основными спонсорами проекта являются:
- Совет Европы

## Деятельность
Инновационная политика сети интеркультурных городов предлагает разнообразие обучающих, развивающих и обменных возможностей для администрации города, профессиональных социологов и активистов города. Виды занятости людей при этом изменяются в зависимости от текущих требований и ожиданий каждого города.
- Головной процесс обучения проводится с помощью критического анализа текущей практики управления культурным разнообразием, построением своего видения Интеркультурной идентичности, и преобразованием этого видения во всеохватывающую стратегию. Интеркультурная сеть помогает городам внедрять нужную интеграционную политику, профессионалов и заинтересованных лиц, включая средства массовой информации, в инклюзивный процесс стратегического развития города, ориентированный на результат. Основной план обучения включает серию аналитических докладов, обзорные заседания о политике развития общества, обучающие и практические семинары, обсуждения и консультации, ознакомительные визиты, разработку оценочных и политических инструментов внедрения.
- Дополнительная помощь:

- Изучение существующих интеграционных мероприятий
- Рекомендации по переориентированию
- Конкретные советы по политике управления
- Обучение интеркультурной компетенции для профессиональных групп и управленцев
- Обсуждения и мастер-классы по концепции и политике развития города
- Дополнительный результат:

— проведение исследований
— организация общественных слушаний и конференций

## Интеркультурность
Интеркультурность — это концепция, добавляющая новое видение в управление обществом, состоящим из культурно-разобщённого населения. Это идея предоставления всем равных прав и возможностей, возможность обмена опытом между странами, интеграция культурных особенностей существования поликультурных обществ. Интеркультурализм позволяет строить доверительные отношения, поощряя взаимодействие культурных групп в совместной среде проживания. Так же это помогает увеличить эффективность работы общественных служб, сделав их более гибкими и культурно адаптивными. Наконец, целью является объединение общества и предотвращение конфликтов и дискриминации, при помощи поощрения положительного общественного отношения к внутреннему разнообразию города, что достигается в результате общественных слушаний, проводимых кампаний в средствах массовой информации, иных специальных мероприятий. Интеркультуризм это «прошивка» в обществе интеграционных процессов в отличие от обычных «инженерных», но так же необходимых, созидательных факторов (обеспечение людей работой, жильём, охраной правопорядка, здравоохранения и так далее).
В созданной Советом Европы Белой Книге Интеркультурного Диалога термин интеркультурализм связан с концепцией межкультурного диалога.

## Города-участники
| Амстердам South East (Нидерланды) Берлин (Германия) Ботчюрка (Швеция) Копенгаген (Дания) Дублин (Ирландия) Женева (Швейцария) Ижевск (РФ) Лимасол (Кипр) Лисабон (Португалия) Лондон (Великобритания) Люблин (Польша) Лион (Франция) Мелитополь (Украина) Невшатель (Швейцария) Осло (Норвегия) Патрас (Греция) Печ (город, Венгрия) (Венгрия) Реджо-нель-Эмилия (Италия) Доностия-Сан-Себастьян (Испания) Суботица (Сербия) Тилбург (Нидерланды) |

1. ↑  Intercultural Cities: A Journey Through 23 European Cities. Дата обращения: 21 марта 2015. Архивировано из оригинала 2 апреля 2015 года.
2. ↑  УДК 316.334.56 (477) Пространство взаимопонимания и возможностей Афанасьева Л. В. Буценко А. А. Дата обращения: 25 марта 2015. Архивировано 2 апреля 2015 года.
3. ↑  Phil Wood, Charles Landry: The intercultural city: planning for diversity advantage. Earthscan 2008
4. ↑  e.g. Intercultural Cities conference IFACCA Архивная копия от 2 апреля 2015 на Wayback Machine
5. ↑  Совет Европы, Белая книга интеркультурного диалога Архивная копия от 27 мая 2015 на Wayback Machine

## Информация о городах
- Города-участники
- Берлин
- Люблин
- Лион
- Суботица
- Тилбург
- Мелитополь